# Sabana Grande de Boyá
Sabana Grande de Boyá é um município da República Dominicana pertencente à província de Monte Plata. Inclui os distritos municipais de Batey Gonzalo e Majagual.